# Heartbreak on Hold
Heartbreak on Hold è il secondo album della cantante Alexandra Burke, pubblicato il 4 giugno 2012. L'album è stato anticipato dall'uscita di un primo singolo, Elephant, in duetto con Erik Morillo, che ha riscontrato successo soprattutto nel Regno Unito. Dopo il primo, esce a maggio 2012 il secondo singolo dal titolo Let It Go, che riscontra un successo discreto, nonostante le numerose performance live della cantante. A causa delle scarse vendite l'album viene definito un flop.

## Vendite
Il disco ha venduto nella prima settimana solo 6 700 copie, debuttando alla posizione numero 18 della U.K. Album Chart. Siamo lontani dai numeri del CD d'esordio Overcome, il quale nel 2009 piazzò 132.000 unità.

## Tracce

### Edizione standard
1. Heartbreak on Hold – 3:20
2. Elephant – 3:47
3. Let It Go – 3:24
4. This Love Will Survive – 3:23
5. Fire – 3:28
6. Between the Scheets – 3:09
7. Daylight Robbery – 3:15
8. Tonight – 3:41
9. Love You That Much – 3:16
10. Oh La La – 3:29
11. Sitting on Top of The World – 3:27
12. What Money Can't Buy – 4:10

### Edizione deluxe
1. Devil in Me – 3:40
2. Beating Still – 3:35
3. Heartbreak on Hold (Acoustin Version) – 3:16
4. Let It Go (Acoustic Version) – 3:36